# Устиненко Микита Леонідович
Микита Устиненко (біл. Мікіта Усціненка; нар. 22 квітня 1995, Гомель) — білоруський хокеїст, захисник клубу «Дебрецен». Гравець збірної команди Білорусі.

## Ігрова кар'єра
Уродженець Гомеля Микита вихованець місцевого клубу «Гомель», втім хокейну кар'єру розпочав 2012 року в клубі «Раубичі» (ВБЛ). Вже наступного року дебютував і в основі «Гомеля».
Влітку 2015 Устиненко перейшов до провідного клубу Білорусі «Динамо» (Мінськ). Провівши три сезони в складі мінчан Микита перейшов до команди «Юність-Мінськ», де відіграв заключну фазу сезону 2017–18 років.
Сезон 2018–19 захисник провів одразу в трьох клубах «Югра», «Молот-Прикам'я» та «Шахтар» (Солігорськ). Згодом по сезону відіграв за «Гомель» та «Буран» (Воронеж)
Наразі ж грає за клуб БЕ «Шахтар» (Солігорськ).

## На рівні збірних
Був гравцем молодіжної збірної Білорусі, у складі якої брав участь у 5 іграх.
У складі національної збірної Білорусі учасник трьох чемпіонатів світу 2015, 2016 та 2018 років.

## Статистика

### Клубні виступи
| Сезон        | Клуб                      | Ліга         | Регулярний сезон | Регулярний сезон | Регулярний сезон | Регулярний сезон | Регулярний сезон | Плей-оф | Плей-оф | Плей-оф | Плей-оф | Плей-оф |
| Сезон        | Клуб                      | Ліга         | І                | Г                | П                | О                | ШХ               | І       | Г       | П       | О       | ШХ      |
| ------------ | ------------------------- | ------------ | ---------------- | ---------------- | ---------------- | ---------------- | ---------------- | ------- | ------- | ------- | ------- | ------- |
| 2012–13      | «Раубичі»                 | ВБЛ          | 34               | 1                | 2                | 3                | 35               | 4       | 0       | 0       | 0       | 0       |
| 2013–14      | «Гомель»                  | БЕ           | 22               | 0                | 2                | 2                | 2                | —       | —       | —       | —       | —       |
| 2013–14      | «Гомель»-2                | ВБЛ          | 31               | 13               | 15               | 28               | 32               | 9       | 4       | 3       | 7       | 12      |
| 2014–15      | «Гомель»                  | БЕ           | 10               | 2                | 1                | 3                | 6                | —       | —       | —       | —       | —       |
| 2014–15      | «Гомель»-2                | ВБЛ          | 2                | 1                | 0                | 1                | 2                | —       | —       | —       | —       | —       |
| 2014–15      | Динамо-Шинник (Бобруйськ) | МХЛ          | 38               | 5                | 6                | 11               | 24               | 6       | 0       | 2       | 2       | 2       |
| 2015–16      | «Динамо» (Мінськ)         | КХЛ          | 17               | 0                | 0                | 0                | 4                | —       | —       | —       | —       | —       |
| 2015–16      | «Динамо» (Молодечно)      | БЕ           | 27               | 2                | 6                | 8                | 14               | 7       | 0       | 1       | 1       | 12      |
| 2016–17      | «Динамо» (Мінськ)         | КХЛ          | 12               | 1                | 3                | 4                | 4                | —       | —       | —       | —       | —       |
| 2016–17      | «Динамо» (Молодечно)      | БЕ           | 13               | 0                | 5                | 5                | 8                | 5       | 0       | 1       | 1       | 2       |
| 2017–18      | «Динамо» (Мінськ)         | КХЛ          | 9                | 0                | 2                | 2                | 4                | —       | —       | —       | —       | —       |
| 2017–18      | «Динамо» (Молодечно)      | БЕ           | 27               | 1                | 8                | 9                | 20               | —       | —       | —       | —       | —       |
| 2017–18      | «Юність-Мінськ»           | БЕ           | 8                | 0                | 2                | 2                | 6                | 15      | 1       | 5       | 6       | 6       |
| 2018–19      | «Югра»                    | ВХЛ          | 3                | 0                | 0                | 0                | 2                | —       | —       | —       | —       | —       |
| 2018–19      | «Молот-Прикам'я»          | ВХЛ          | 13               | 1                | 2                | 3                | 31               | —       | —       | —       | —       | —       |
| 2018–19      | «Шахтар» (Солігорськ)     | БЕ           | 24               | 2                | 3                | 5                | 14               | —       | —       | —       | —       | —       |
| 2019–20      | «Динамо» (Мінськ)         | КХЛ          | 2                | 0                | 0                | 0                | 0                | —       | —       | —       | —       | —       |
| 2019–20      | «Динамо» (Молодечно)      | БЕ           | 47               | 7                | 13               | 20               | 24               | 12      | 1       | 6       | 7       | 4       |
| 2021–22      | «Гомель»                  | БЕ           | 49               | 6                | 16               | 22               | 18               | 5       | 0       | 0       | 0       | 6       |
| 2022–23      | «Буран»                   | ВХЛ          | 50               | 3                | 14               | 17               | 30               | —       | —       | —       | —       | —       |
| 2023–24      | «Шахтар» (Солігорськ)     | БЕ           | 23               | 1                | 4                | 5                | 10               | 10      | 0       | 4       | 4       | 2       |
| Усього в КХЛ | Усього в КХЛ              | Усього в КХЛ | 40               | 1                | 5                | 6                | 12               | —       | —       | —       | —       | —       |

### Збірна
| Рік                | Команда            | Турнір             | Місце              | І  | Г | П | О | ШХ |
| ------------------ | ------------------ | ------------------ | ------------------ | -- | - | - | - | -- |
| 2013               | Білорусь           | ЮЧС18-D1           | 14-е               | 5  | 0 | 1 | 1 | 0  |
| 2015               | Білорусь           | МЧС-D1             | 11-е               | 5  | 0 | 5 | 5 | 4  |
| 2015               | Білорусь           | ЧС                 | 7-е                | 5  | 0 | 0 | 0 | 0  |
| 2016               | Білорусь           | ЧС                 | 12-е               | 5  | 0 | 0 | 0 | 2  |
| 2018               | Білорусь           | ЧС                 | 15-е               | 5  | 0 | 0 | 0 | 2  |
| Молодіжна збірна   | Молодіжна збірна   | Молодіжна збірна   | Молодіжна збірна   | 10 | 0 | 6 | 6 | 4  |
| Національна збірна | Національна збірна | Національна збірна | Національна збірна | 15 | 0 | 0 | 0 | 4  |